# Арон (Лоара)
Арон (фр. Aron) је река у Француској. Дуга је 104 km. Улива се у Лоару. 